# António da Madalena
António da Madalena, por vezes escrito António da Magdalena, (nascido em local e datas desconhecidos — Natal, 1589) foi um frade capuchinho português que foi o  primeiro visitante ocidental a chegar a Angkor (no actual Camboja). Ele viajou a esta cidade em 1586 e em 1589 relatou as suas impressões ao historiador Diogo do Couto, antes de morrer num naufrágio ao largo de Natal (atual África do Sul). António da Madalena tentou ajudar num esforço de reconstrução de Angkor, mas o projeto não teve êxito.